# Баща мечта
„Баща-мечта“ (на английски: Big Daddy) е американска комедия от 1999 г. на режисьора Денис Дюган, по сценарий на Стив Франс, Тим Хърлихи и Адам Сандлър. Музиката е композирана от Теди Кастелучи. Във филма участват Сандлър, Джоуи Лорън Адамс, Джон Стюарт, Роб Шнайдер, Коул и Дилън Спраус и Лесли Ман.
Филмът излиза на екран на 25 юни 1999 г.

## Актьорски състав
| Актьор              | Роля             |
| ------------------- | ---------------- |
| Адам Сандлър        | Сони Куфакс      |
| Джоуи Лорън Адамс   | Лейла Малоуни    |
| Джон Стюарт         | Кевин Джерити    |
| Лесли Ман           | Корин Малоуни    |
| Роб Шнайдер         | Назо             |
| Коул и Дилън Спраус | Джулиън Макграт  |
| Джонатан Лоугхран   | Майк             |
| Алън Ковърт         | Фил Д'Амато      |
| Питър Данте         | Томи Грейтън     |
| Кристи Суонсън      | Ванеса           |
| Джоузеф Болоня      | Лени Куфакс      |
| Стив Бушеми         | Бездомния човек  |
| Джош Мостел         | Артър Брукс      |
| Едмънд Линдек       | Господин Херлихи |
| Джефри Хорн         | Сид              |
| Джаки Сандлър       | Сервитьорка      |

## В България
В България филмът е издаден на VHS през 2000 г. от Мей Стар.
На 17 октомври 2004 г. е излъчен премиерно по bTV в неделя от 20:00 ч.
През 2009 г. се излъчва по Нова телевизия.
През 2011 г. до 2015 г. се излъчват повторения по каналите на bTV Media Group.
През 2017 г. се излъчват и повторения по каналите на NOVA Broadcasing Group.

## Български дублажи
| Озвучаващи артисти  | Йорданка Илова Силвия Лулчева Борис Чернев Симеон Владов Васил Бинев |
| Преводач            | Христо Христов                                                       |
| Тонрежисьор         | Галина Наумова                                                       |
| Режисьор на дублажа | Мариан Маринов                                                       |

| Преводач           | Борислав Стефанов                                                                |
| Редактор           | Ралица Ботева                                                                    |
| Тонрежисьор        | Венцислав Велев                                                                  |
| Озвучаващи артисти | Нина Гавазова Таня Димитрова Стефан Димитриев Димитър Горанов Светозар Кокаланов |

| Озвучаващи артисти  | Нина Гавазова Силвия Русинова Ани Василева Николай Николов Силви Стоицов Христо Узунов |
| Преводач            | Миряна Мезеклиева                                                                      |
| Тонрежисьор         | Цветомир Цветков                                                                       |
| Режисьор на дублажа | Димитър Кръстев                                                                        |